# 16e groupe d'autos-mitrailleuses et autos-canons
Pour les articles homonymes, voir 16e groupe (unité militaire).
Pour les articles homonymes, voir 18e groupe (unité militaire).
Le 16e groupe d'autos-mitrailleuses et d'autos-canons est l'un des 17 groupes d'autos-mitrailleuses et autos-canons, petites unités d'artillerie légère mobile mises à disposition de l'armée française pendant la campagne contre l'Allemagne. Créé, dans son principe par une décision du gouverneur militaire du Havre dès la fin août 1914, connu comme « Batterie Drouet », du nom de son commandant, il entre dans la périmètre des groupes d'autos-canons de la Marine le 25 juin 1915 en prenant le nom de 18e groupe d'autos-canons. Il n'acquiert son nom définitif de 16e groupe d'autos-mitrailleuses et autos-canons (GAMAC) que le 15 juillet 1916. Il est dissous sous ce nom en août 1919.

## Création, dénominations et affectations

### Batterie Drouet (1914-1915)
Quelques jours après la déclaration de guerre, le général Capiomont, commandant la place du Havre, décide de créer une unité mobile, motorisée et cycliste, destinée à la défense du port. Il en confie la mise en œuvre au capitaine d'artillerie coloniale Drouet. En quelques semaines celui-ci rassemble une centaine d'hommes et quatre voitures de tourisme spécialement carrossées équipées pour deux d'entre elles d'une mitrailleuse pour les deux autres d'un petit canon de marine. Le débarquement de troupes canadiennes fin septembre privant cette unité de toute justification, le général la met à disposition du Grand quartier général le 5 octobre 1914. Le lendemain le GQG met cette « batterie légère d'autos-mitrailleuses et d'autos-canons » à la disposition de la 10e armée pour participer à la course à la mer. Dès son arrivée dans le Pas-de-Calais, la batterie désormais « Batterie Drouet » est rattachée à la 13e division d'infanterie. En février 1915, elle passe à la 58e division d’infanterie de réserve.

### 18egroupe d'autos-canons de la Marine (1915-1916)
Après plusieurs tentatives du Cne Drouet pour obtenir de l'inspection des autos-canons (AC) de la Marine le remplacement des quatre véhicules armés de sa batterie par des voitures blindées modèle 1915, le lieutenant de vaisseau Hergault, ancien adjoint de l'inspecteur des AC et désormais commandant du 15e groupe, obtient enfin le 20 juin 1915 d'une part la fourniture au capitaine Drouet de 10 voitures blindées neuves correspondant à l'équipement complet d'un groupe de la Marine et d'autre part l'intégration de la batterie Drouet dans les groupes d'autos-canons de la Marine sous le numéro 18. On note que cette unité ne comprend aucun marin. Le nouveau groupe est rattaché à l'état-major de la 10e armée, comme élément non endivisionné (ENE). Il apparait ensuite rapidement comme ENE du 2e corps de cavalerie jusqu'en mai 1916.
Le 18e groupe d'autos-canons de la Marine ne doit pas être confondu avec le 18e groupe d'autos-mitrailleuses de cavalerie, créée ex nihilo en 1920 pour opérer au Maroc.

### 16e groupe d'autos-mitrailleuses et d'autos-canons (1916-1919)
Le 18e groupe d'autos-canons de la Marine devient le 16e groupe d'autos-mitrailleuses et d'autos-canons (GAMAC) le 23 juin 1916. Le groupe affecté à la 7e division de cavalerie depuis novembre 1915 le reste jusqu’à la dissolution de celle-ci le 23 juillet 1917. Il se trouve alors immédiatement et provisoirement rattaché, en tant qu’ENE, à l’état-major du 2e corps de cavalerie qui dispose déjà du 17e GAMAC. Aussi « afin d’équilibrer les ressources » entre les deux corps de cavalerie, le 16e GAMAC se voit transféré le 9 octobre 1917 au 1er CC, toujours en tant qu’ENE. À part quelques rattachements provisoires à des unités engagées, le 16e GAMAC conserve l’affectation au 1er CC, lui permettant d’apporter son appui aux GAMAC du corps, en particulier au 11e et au 13e groupes rattachés à la 5e division de cavalerie. À la dissolution du 1er CC, le 30 janvier 1919, les 14e et 16e groupes sont rattachés directement à la 10e Armée, dont le QG est positionné près de Mayence. Au début de l’été 1919 le groupe est affecté à la 6e Division de cavalerie, jusqu'à sa dissolution en août.

## Historique des campagnes et batailles

### Campagne contre l'Allemagne
1914
- La batterie Drouet, dont les voitures ne peuvent transporter qu'une vingtaine d'hommes sur les 120 de son effectif total, doit emprunter le train pour se rendre du Havre en Artois. Elle débarque le 7 octobre à Hesdin d'où les voitures et les vélos des pelotons cyclistes conduisent les hommes à leur cantonnement d'Aubigny-en-Artois. L'unité est engagée dès le lendemain à Aix-Noulette.

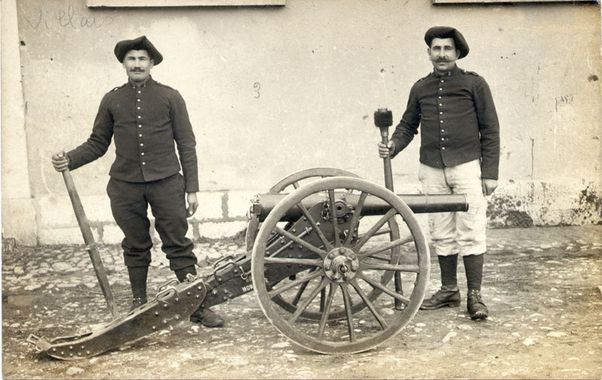
Un canon de montagne de 80mm.

- Pendant le mois d'octobre, les combats et les missions de reconnaissance s'enchaînent dans les alentours de Vermelles entraînant de nombreuses pertes.
- En novembre l'unité est appelée à tester l'emploi en première ligne puis à utiliser  une batterie de canons de 80 mm de montagne, nettement plus puissants, tant en capacité de destruction qu'en portée que les canons de 37 mm. L'objectif est de chasser à tout prix les Allemands de Vermelles, ce qui est atteint le 6 décembre. L'unité perd plusieurs hommes mais gagne de nombreuses citations et décorations individuelles, dont la Légion d'honneur pour le lieutenant du Beaudiez et pour elle-même une citation à l'ordre de l'armée.
- En retrait du front pendant les premières semaines de décembre, la batterie Drouet reprend du service vers Aix-Noulette où elle enregistre de nombreux succès opérationnels.

1915
- Janvier, à Hesdin, se passe à l'instruction des cyclistes à des services de campagne. De février au 25 avril la batterie assure un service de surveillance contre avions toujours dans le secteur entre Vermelles et Cuinchy. Le 11 mars le capitaine Drouet demande au général commandant le 21e corps d'armée « le rattachement de son unité au point de vue de son matériel au Parc automobile de Vincennes auquel sont déjà rattachés tous les groupes d’autos-canons existant aux Armées ». Cette requête n'est pas honorée d'une réponse.
- Le 9 mai, alors qu'une section tire sur des embrasures de fenêtres aux lisières de Loos-en-Gohelle, une riposte allemande tue le maréchal-des-logis Lévesque de Blives et blesse le canonnier Ozanne. Entre le 16 mai et le 12 juin, la Batterie fournit des volontaires à l’artillerie de tranchée, puis est appelée à intégrer un groupement ad hoc. En effet, le lieutenant de vaisseau Hergault, arrivé dans l’Artois le 1er juin avec le 15e groupe d’autos-canons qu'il commande, accompagné des 13e et 14e groupes rapporte :

« Le 11 juin je reçois l’ordre du général Foch de former par réunion des 5e, 8e, 11e, 15e groupes et de la Batterie Drouet un groupement d’autos-canons rattaché à la 10e armée et chargé de coopérer en entier ou par envoi de groupes isolés soit aux opérations des régiments de cavalerie de corps soit à la protection de convois automobiles de troupes d'infanterie [...] En conséquence, les groupes précités et le 15e groupe sont rassemblés à Croix-en-Ternois (8, 12 et 15), et à Croisette (5, 11 et Batterie Drouet). »

Le groupement ad hoc ainsi virtuellement formé reste en alerte pendant 12 jours et se voit dissous fin juin sans être intervenu. Chaque groupe d'auto-canons est rendu à son unité de rattachement organique. Cet épisode sans intérêt militaire permet néanmoins au LV Hergault de mesurer le potentiel de la Batterie Drouet, ce qui l'incite à tenter d'obtenir l'intégration de cette unité dans les groupes d'autos-canons de la Marine et d'arracher à la hiérarchie l'octroi de l'ensemble des véhicules et des armements correspondant à son nouveau statut de 18e groupe d'autos-canons de la Marine.
- De la fin juin au 12 septembre le nouveau 18e groupe, reçoit une instruction spécifique à Avesnes-le-Comte avant de gagner Breteuil (Oise). Les entraînement et exercices se poursuivent jusqu'à fin septembre lorsque le groupe est appelé à Suippes pour une offensive qui est in fine  décommandée.
- Plusieurs stationnements s'enchaînent ensuite avant que le groupe prenne début novembre un service de tranchées dans l'est de Reims depuis son cantonnement de Bouzy.

1916
- Le service de tranchées dans le quartier de Prunay, fermes des Marquises, dure jusqu'en juin.
- Début juillet le nouveau 16e GAMAC quitte Bouzy pour se rendre par étapes dans la région de Beauvais où il rejoint la 7e division de cavalerie le 16 août. Après de nombreuses pérégrinations dans l'Oise, sans aucune activité militaire, le groupe arrive à Buire (Aisne) début décembre et sert quelques jours en tant qu'unité de défense contre aéronefs à Soissons à la fin du mois.

1917
- Les quatre premiers mois de 1917 voient le 16e GAMAC tourner de cantonnement en cantonnement dans la Brie et dans l'Aube. Il reprend un service de tranchées à Prunay début mai avant d'être transféré dans un centre de résistance du secteur de Ludes, au sud-est de Reims pour y rester jusqu'à fin septembre.
- Après un mois de repos en octobre dans l'Aisne il se retrouve en cantonnement à Barisis-aux-Bois pour relever le 11e GAMAC de son service de tranchées en bordure de la forêt de Coucy.

1918
- Le 1er janvier, le groupe est relevé par le 13e GAMAC, se retire à Blérancourt et entame deux mois et demi d'instruction. Avec le 11e GAMAC il est engagé dans la défense de Chauny et Noyon les 22 et 23 mars. Trois jours plus tard, il fait mouvement en urgence vers Montdidier où il contribue à protéger l'infanterie dans une opération de repli très périlleuse du 28 au 30 mars.
- D'avril à fin mai le groupe est au repos vers Fismes puis près d'Épernay. Il est appelé à participer à la défense de Ville-en-Tardenois fin mai et doit faire face à de violents engagements.
- En juin, le groupe poursuit la défense de la Marne entre Dormans et Épernay, mais les troupes allemandes franchissent la Marne. A partir du 20 juillet contre-offensive au sud de la Marne avec tous les groupes du 1er corps de cavalerie 1er, 2e, 7e, 8e, 11e, 12e, 13e, 15e[2].
- Août, septembre, et les deux premières semaines d'octobre voient le 16e GAMAC au repos dans divers stationnements dans l'Aube, de nouveau dans la Marne vers Chalons. Mi-octobre, il est appelé d'urgence dans l'Aisne et doit faire face à un violent engagement à Guise où le lieutenant Poujet est tué le 19 octobre puis reste en alerte dans le secteur de Laon avant de se diriger lentement vers la Lorraine lorsque l'armistice interrompt ces mouvements sans but réel.

### L'armistice et l'Allemagne
1918
- En direction de la Lorraine le 16e GAMAC est rejoint le 11 novembre par le 14e GAMAC. À partir de ce jour ces deux unités restent proches dans leurs destinations et leurs missions jusqu'en août 1919.
- À Metz le 19 novembre, les hommes du 16e GAMAC sont spectateurs du défilé marquant l'entrée solennelle des troupes françaises dans la ville. Puis, le 8 décembre, quelques voitures du groupe sont appelées à défiler lors de la cérémonie de remise du bâton de maréchal au général Pétain. Le 12 ou le 13, le groupe prend la direction de Coblence.

1919
- Dès le début janvier le 14e et le 16e groupes d'autos-mitrailleuses sont établis sur la rive droite du Rhin non loin de Coblence. Le 16e stationne à Holzhausen tout le mois puis à Eppstein (entre Wiesbaden et Francfort) à partir de février. Il est requis du 1er au 14 avril à Sarrebruck pour une opération de maintien de l'ordre puis revient à Eppstein.
- Le 12 août 1919, le 16e GAMAC est embarqué en train à Worms avec le 8e GAMAC pour rejoindre Lyon où il est dissous le 19 août.

## Commandants du groupe
- Capitaine Hermann Drouet, de l'artillerie coloniale (septembre 1914 - octobre 1918).
- Lieutenant Charles de Chargères, par intérim dès le départ du Cne Drouet, en titre le 8 novembre 1918 après sa promotion comme capitaine, mais seulement pour quelques heures car, malade, il est évacué le soir-même et ne revient pas au groupe.
- Sous-lieutenant puis lieutenant Pierre de Bouillé pendant un intérim prolongé entre le 8 novembre 1918 et le 19 juin 1919.
- Capitaine Édouard Soulié du Galet du 19 juin 1919 à la dissolution le 19 août 1919.

## Pertes du groupe en opérations
Plus des trois-quarts des pertes connues de l'unité sont subies en octobre et novembre 1914 alors que la batterie Drouet compte près de 120 hommes et se voit engagée en permanence dans plusieurs types de combats.  Il est probable que d'autres pertes n'ont pu être repérées, sachant que dans plusieurs cas il n'a même pas été possible de retrouver l'identité des hommes blessés.
| Batailles et combats     | Dates            | Type d’action                | Tués | Blessés |
| ------------------------ | ---------------- | ---------------------------- | ---- | ------- |
| Route Liévin - Noulette  | 11 octobre 1914  | Action AMAC                  | 1    | 5       |
| Coupigny                 | 13 octobre 1914  | Action AMAC (Reconnaissance) |      | 1       |
| Cambrin                  | 15 octobre 1914  | Action AMAC (Reconnaissance) |      | 2       |
| Vermelles                | 20 octobre 1914  | Action AMAC (Reconnaissance) | 2    |         |
| Vermelles                | 14 novembre 1914 | Tranchées                    |      | 1       |
| Vermelles                | 24 novembre 1914 | Tranchées                    |      | 5       |
| Vermelles                | 30 novembre 1914 | Tranchées                    | 1    |         |
| Loos-en-Gohelle          | 9 mai 1915       | Action AMAC                  |      | 2       |
| Forêt de Coucy (Aisne)   | 17 juillet 1917  | tranchées                    |      | 1       |
| Barisis-aux-Bois (Aisne) | 17 juillet 1917  | tranchées                    |      | 1       |
| Chauny                   | 24 mars 1918     | AMAC                         | 2    |         |
| vers Fère-en-Tardenois   | 20 juin 1918     | AMAC                         | 1    |         |
| Guise                    | 19 octobre 1918  | AMAC                         | 1    |         |
| TOTAL                    |                  |                              | 8    | 18      |

Une Action AMAC, indique une opération dans laquelle il a été fait principalement appel aux spécificités de ces unités mobiles composées de voitures (plus ou moins) blindées, armées de mitrailleuses et de canons, servies par du personnel expérimenté et solidaire.

## Distinctions et décorations
Le 16e Groupe mixte d’autos-mitrailleuses et d’autos-canons reçoit deux citations à l’ordre de l’armée :
- Citation à l'ordre de la 10e armée du 17 décembre 1914 :

« Les batteries d’autos-canons du capitaine d’artillerie coloniale Drouet se sont offertes pour servir en première ligne une batterie de 80 de montagne et ont contribué puissamment à faire tomber la défense de Vermelles, par les Allemands, en soutenant nuit et jour la progression de l’infanterie,. »

- Citation à l’ordre de la 3e armée du 15 mai 1918, prononcée dans des termes identiques à celles des 11e et 13e groupes :

« Le 16e Groupe d’autos-canons et autos-mitrailleuses : engagé dans la bataille au cours d’opérations récentes sous les ordres du capitaine Drouet a donné la preuve d’une audace et d’une endurance remarquables. Sans cesse sur la brèche, a pris part journellement à de durs combats, harcelant l’ennemi, accompagnant à différentes reprises les vagues d’assaut d’infanterie, contribuant à faciliter leur progression ou couvrant leur retraite. A assuré les service des liaisons sous les feux les plus violents, tenant le commandement au courant des projets de l’ennemi et rapportant des renseignements toujours contrôlés. Cette unité a donné à tous le plus bel exemple de hardiesse et de mépris du danger et a rendu, dans une période difficile les plus éminents services,. »

Ces deux citations lui valent de recevoir le 10 mars 1919, la fourragère aux couleurs de la Croix de guerre, épinglée sur son fanion par le général Mangin lors d’une prise d'armes près de Mayence.

## Personnalités ayant servi au sein du groupe
- Jules Louis Charles Marie du Beaudiez (1877-1920), lieutenant, met aux points les premières voitures blindées de la Batterie Drouet, quitte l'unité pour l'aviation, membre d'une famille subsistante de la noblesse française, meurt d'un accident d'avion au Pérou où il avait le grade de lieutenant-colonel, membre de la commission française d'aviation.
- Louis Amour Marie Pierre de Bouillé du Chariol (1896-1952), lieutenant, blessé à Chauny en mars 1918, membre d'une famille subsistante de la noblesse française, descendant direct du marquis François Claude de Bouillé, (1739-1800), l’un des principaux organisateurs de la fuite de Louis XVI en 1791.
- Hippolyte Gabriel Marie Charles de Chargères (1885-1970), lieutenant, membre d'une famille subsistante de la noblesse française.
- Jean Ernest Eugène Frédéric de Diesbach de Belleroche (1878-1944), maréchal-des-logis, membre d'une famille subsistante de la noblesse française.
- Antoine Henri Gaston Marie Hurault de Vibraye (1893-1992), lieutenant, auteur d'intéressantes mémoires de guerre[8], il poursuit une carrière d’éditeur, membre de la famille Hurault de Vibraye, propriétaire du château de Cheverny, ami d’enfance de Boni de Castellane, sous-lieutenant au 2e groupe d’A.C. en 1915-1916.
- Octave Joseph Marie Roger Levesque de Blives (1876-1915), maréchal-des-logis, mort pour la France le 9 mai 1915 à Loos-les-Lens, artiste peintre, mécène de la Galerie Barbazanges à Paris.

## Matériels
- Lors de sa constitution

Le capitaine Drouet et son entourage conçoivent et font fabriquer au Havre, à partir de châssis Minerva pour les autos-mitrailleuses et Peugeot pour les autos-canons, équipés de moteurs standards Renault et Peugeot quatre véhicules sommairement protégés, chacun portant une arme :

« Le matériel se compose de 4 voitures, réquisitionnées sur place, protégées à l’arrière sur une hauteur de 0,70 m environ par de la tôle torpilleur. 2 de ces voitures sont armées de mitrailleuses Hotchkiss, 2 de canons de 37 modèle 85. Les pièces sont protégées par un bouclier. Enfin, une camionnette légère assure le ravitaillement des 120 hommes en vivres et en munitions. »

- Juin 1915 : dotation en blindés modèles 1915

La transformation de la batterie Drouet en groupe d'autos-canons de la Marine s'accompagne de la recomposition de son ordre de bataille et du changement complet de tout son parc de véhicules de combat et de transport. Le Cne Drouet missionné par le LV Hergault, revient au front le 20 juin. « Le groupe dénommé jusqu’ici Batterie Drouet vient de recevoir 10 voitures blindées (six autos-canons Peugeot, quatre autos-mitrailleuses Renault) du Parc de Vincennes, identiques à celles entrant dans la composition des autres groupes ».
- Autos-mitrailleuses White

Le 16e GAMAC n'est pas doté d'autos-mitrailleuses de Ségur-Lorfeuvre White TBC avant sa dissolution en août 1919.